# Amfisbena

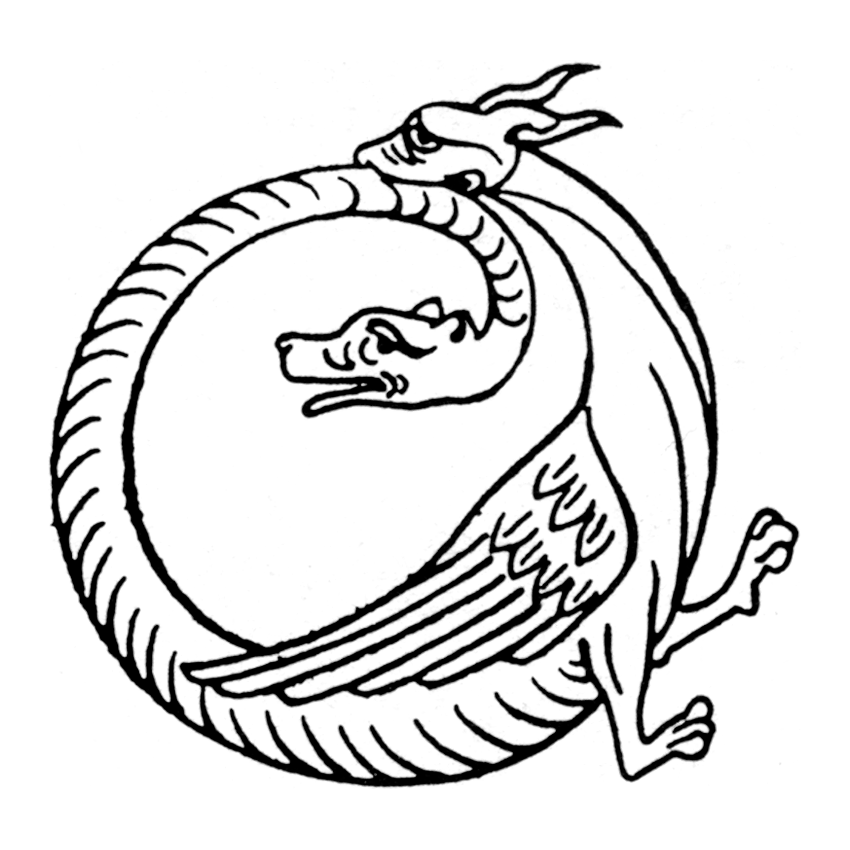
Amfisbena

Amfisbena (Amphisbaena) era, în mitologia greacă, un șarpe monstruos cu două capete, care se putea deplasa și înainte, și înapoi. Se credea că pielea sa înfășurată pe un băț servea la alungarea fiarelor feroce. Dragonul, se pare, este inventat de o civilizație care credea în nemuriere. Șarpele care-și mănâncă propria coadă fiind, în cazul de față, simbolul nemărginitului, infinitului.